# Strävlosta
Strävlosta (Bromus benekenii) är en gräsart som först beskrevs av Johan Martin Christian Lange, och fick sitt nu gällande namn av Henry Trimen. Bromus benekenii ingår i släktet lostor, och familjen gräs. Inga underarter finns listade i Catalogue of Life.